# Marvila (Lissabon)
Marvila is een plaats (freguesia) in de Portugese gemeente Lissabon en telt 35.479 inwoners (2021).